# STS-51-I
STS-51-I byla mise raketoplánu Discovery. Celkem se jednalo o 20. misi raketoplánu do vesmíru a 6. pro Discovery. Cílem letu byla doprava tří satelitů na oběžnou dráhu (AUSSAT-I, ASC-I a SYNCOM IV-4). Zároveň oprava satelitu SYNCOM IV-3, který byl vynesen misí STS-51-D v dubnu téhož roku.

## Posádka
- Joseph H. Engle (2) velitel
- Richard O. Covey (1) pilot
- James D. A. van Hoften (2) letový specialista
- John M. Lounge (1) letový specialista
- William F. Fisher (1) letový specialista

V závorkách je uvedený dosavadní počet letů do vesmíru včetně této mise.

## Výstupy do volného vesmíru (EVA)
- EVA 1: 31. srpen 1985
- Trvání: 7 hodin 20 minuty
- Kdo: Fisher a van Hoften

- EVA 2: 1. září 1985
- Trvání: 4 hodiny 26 minuty
- Kdo: Fisher a van Hoften